# O' Valley
O' Valley é uma panchayat (vila) no distrito de The Nilgiris, no estado indiano de Tamil Nadu.

## Demografia
Segundo o censo de 2001,  O' Valley  tinha uma população de 24,800 habitantes. Os indivíduos do sexo masculino constituem 50% da população e os do sexo feminino 50%. O' Valley tem uma taxa de literacia de 70%, superior à média nacional de 59.5%: a literacia no sexo masculino é de 77% e no sexo feminino é de 64%. Em O' Valley, 13% da população está abaixo dos 6 anos de idade.